# 瀬戸口修 (シンガーソングライター)
瀬戸口 修（せとぐち おさむ、1953年5月23日 - ）は、日本のシンガーソングライター。神奈川県出身。

## 経歴
幼少期は、親元を離れ奄美大島で過ごす。10代の頃に知り合いが送ったテープでコンテストに出場し、入賞したことがデビューのきっかけとなる。1976年、シングル「ノブはボクサー」で日本コロムビアからデビューする。
1979年、ドリー・パートンの日本公演で前座を務める（東京、大阪、名古屋）。さかうえけんいちと「町から町へ」ジョイントライブで全国、300箇所以上をまわる。

## ディスコグラフィー

### シングル
- ノブはボクサー／明日街を出る前に（1976年）
- いたずら書きのラブソング／季節（1977年）
- 千鳥足／町にサーカスがやって来た（1977年）
- 取り残された悲しみ／君の微笑み～町から町へのテーマ（1979年）
- 男と女のバラード／おとなの中の少年～コールタールの匂いのする夏～
  - テレビ熊本郷土の偉人シリーズ『明治青春伝 ～孫文と宮崎四兄弟 アジアの自由と独立の旗の下に～』主題歌[1]
- あしおと／風の色

### アルバム
- 雨上がり（1976年）
- 伎楽舎にて（1977年）
- 誰も知らない処で人は（1979年）
- 町から町へ・・・コンサートライブ（1980年）
- アコースティック・イマジネーション（1992年）